# Vallée du Toudra
La vallée du Toudra (ou Todgha) à Tinghir (Aït Toudra), à 168 km de Ouarzazate et à 160 km d'Erfoud (Maroc), s'étend tout au long de l'oued du même nom sur une cinquantaine de kilomètres formant ainsi une oasis aux couleurs enchanteresses. L'oued prend sa source au pied du Haut Atlas pour se perdre dans le désert du Sahara.
Les premières sources mentionnant la région remontent au début du VIIIe siècle, avec des émissions de dirhams issues d'une principauté autonome (la région recélant des filons argentifères encore exploités de nos jours).
L'oasis sombre ensuite dans l'ombre de la puissante principauté de Sijilmassa (Tafilalt).
Elle est constituée, de manière très originale, d'un seul et même peuple amazighophone autochtone, sans aucun lien avec les tribus et autres confédérations amazighes des environs : les Todgha.
Elle est structurée de trois principales « communes » héritières des trois districts (terroirs) de Todgha al-Ula (au nord du « marché » : Tinghir, Todgha as-Sufla au sud, et de Ait Aissa Ou Brahim, occupée par une fraction de la tribu Beraber (semi-nomades) des Ait Atta.
En outre, les deux districts proprement Todgha sont constitués de 51 villages ou ksour fortifiés, historiquement autonomes les uns des autres, constitués en tribus, comportant notamment quelques mellah.
Dans les années 1970, un tiers de la population de l'oasis a obtenu un permis de travail dans les mines du nord de la France (houillères du Nord et du Pas-de-Calais), avant de se rabattre dans le secteur agricole en région méditerranéenne, essentiellement à Montpellier.
Elle est le centre de la toute nouvelle province de Tinghir.
Elle est réputée pour ses gorges du Todgha, aux parois pouvant atteindre 300 mètres de haut.